# Oliver Rohe
Oliver Rohe est un écrivain d'expression française né le 17 septembre 1972.

## Biographie
D'un père allemand et d'une mère libanaise, il est né à Beyrouth où il a grandi jusqu'à ses 17 ans. Il s'installe à Paris en 1990.  
Il a suivi des études de droit et de sciences politiques puis travaillé pour la presse, écrivant pour les pages culture de différents magazines. 
En 2003, il publie son premier roman, Défaut d'origine et en 2004, il co-fonde le collectif et la revue Inculte. 
Ses livres sont traduits en anglais,, allemand et italien. 
Il partage sa vie entre la France, l'Allemagne et le Liban. 

## Œuvres
- Défaut d'origine, Éditions Allia, 2003
- Terrain vague, Éditions Allia, 2005
- Nous autres, David Bowie, Collection Sessions, Editions Naïve, , 2005
- Une année en France, (avec François Bégaudeau et Arno Bertina), Gallimard, 2007
- Un peuple en petit, Gallimard, 2009
- Ma dernière création est un piège à taupes, Inculte, 2012 ;  réédition en collection Babel-Actes Sud, 2015
- À fendre le cœur le plus dur, (avec Jérôme Ferrari), Inculte, 2015 ; réédition en collection Babel-Actes Sud postfacée par Pierre Schill, 2017
- Déplacements forcés, Villa Empain, 2019
- Chant balnéaire, Paris, Allia, 2023, 160 p. (ISBN 979-10-304-1693-0)

## Contributions à des ouvrages collectifs
- Ce qui déborde, Leçons de littérature, Editions Thierry Magnier, 2007
- La mort par les gestes, Face à Bernard Lamarche-Vadel, Inculte, 2009
- Fragments, Face à Sebald, Inculte, 2011
- Résistance au matériau, Devenirs du roman vol. II, Inculte, 2014
- Archipel, Berlin, Collection Bouquins, Robert Laffont, 2014
- Mémoire des animaux, Du souffle dans les mots, éditions Arthaud, 2015
- Spéculations sur le désert, Friendly Fire and Forget, KW Berlin, Matthes & Seitz Berlin Verlag, 2015
- Beyrouth 1982, Jean Genet, L'échappée belle, Mucem/ Gallimard, 2016
- De la violence, Devenir traces, catalogue de l'exposition Jérôme Zonder, Château de Chambord, 2018
- Regardez, maintenant, je suis vivant, Sur la photographie au Liban, Kaph Books, 2018
- Hors du cadastre, Appolo 18 : Gedichte, texte und Zeichnungen, Wunderhorn Verlag, 2020